# 克雷桑 (足球运动员)
克雷桑·达克鲁斯·凯罗斯·巴塞洛斯（葡萄牙語：Cryzan da Cruz Queiroz Barcelos，1996年7月7日—）简称为克雷桑，巴西职业足球运动员，现效力于中超联赛俱乐部山东泰山。

## 榮譽
巴拉納競技
- 巴西巴拉那州聯賽冠軍 : 2016

布魯日舒高
- 比利時挑戰者職業聯賽冠軍 : 2017–18

山东泰山
- 中國足協盃冠軍 : 2022